# تلمبة نادري (مشيز بردسير)
تلمبة نادري (بالإنجليزية: Tolombeh-ye Naderi)‏ هي مستوطنة تقع في إيران في كرمان.